# Aeroporto Internazionale Lanseria
L'Aeroporto Internazionale Lanseria (IATA: HLA, ICAO: FALA) è un aeroporto internazionale sudafricano privato situato a nord di Randburg e Sandton, a nord-ovest di Johannesburg. Lo scalo è in grado di gestire aerei di dimensioni fino al Boeing 757-300 ed è stato costruito per alleviare la congestione del traffico al più trafficato Aeroporto Internazionale O.R. Tambo.
Si trova al margine nord-occidentale della municipalità metropolitana di Johannesburg (a sud-ovest di Centurion e Pretoria). Il suo ingresso è sulla R512 road (Pelindaba Road), che va a sud verso Randburg e a nord verso la diga di Hartbeespoort.